# Elodie (voornaam)
Élodie is een Franse meisjesnaam.

## Oorsprong
De meisjesnaam Elodie heeft een Franse oorsprong, maar gaat eigenlijk nog verder terug in de tijd. De naam is namelijk afgeleid van de oude Germaanse naam Alodia of Alodia, die op zijn beurt is opgebouwd uit de Germaanse woorddelen:
- alja – wat vreemd of anders betekent
- aud – wat rijkdom, bezit of macht betekent

De naam Alodia werd vooral in Zuid-Frankrijk bekend door een jonge christelijke heilige uit de 9e eeuw, Sint Alodia, die samen met haar zus Salome werd vereerd. In de loop van de eeuwen is de naam via het Latijn en Oudfrans verbasterd tot de modernere Franse vorm Élodie (zonder accent ook vaak Elodie).

## Betekenis
De naam Elodie wordt geassocieerd met meerdere mooie en poëtische betekenissen. Enkele daarvan zijn:
- Vreemde rijkdom – verwijzend naar de Germaanse oorsprong: "alja" (vreemd) + "aud" (rijkdom)
- Bloeiend en vreugdevol – een interpretatie die past bij de elegante klank van de naam en hoe die in het Frans wordt beleefd
- Anderssoortige schoonheid of kracht – een meer symbolische betekenis gebaseerd op de combinatie van ‘vreemd’ en ‘rijkdom’

## Gebruik en populariteit
De naam Elodie is vooral populair in Frankrijk, België en in de afgelopen decennia ook in andere landen, zoals Nederland, Canada en Engelstalige landen. Het is een zachte, melodieuze naam die geliefd is vanwege zijn vrouwelijke klank, internationale uitstraling en elegante betekenis.

## Bekende naamdraagsters
- Elodie Bouchez
- Elodie Gabias
- Elodie Heloise
- Elodie Hooftman
- Elodie Kuijper
- Élodie Ouédraogo
- Elodie Picard
- Élodie Thomis
- Elodie Van den Bossche
- Elodie Vanhamme
- Elodie Verweij
- Elodie van Stiepelteen
- Élodie Yung

- Elodie (voornaam)
- Elodie Bouchez
- Elodie Gabias
- Elodie Heloise
- Elodie Hooftman
- Elodie Kuijper
- Elodie Nelly Perneel
- Elodie Ouedraogo
- Elodie Ouédraogo
- Elodie Picard
- Elodie Van den Bossche
- Elodie Vanhamme
- Elodie Verweij
- Elodie Yung
- Elodie van Stiepelteen

- Élodie Bouchez
- Élodie Ouédraogo
- Élodie Thomis
- Élodie Yung